# A.E. Coleby
A.E. Coleby (1876 - 1930) fue un director de cine y guionista de cine mudo inglés.

## Filmografía

### Director
- Long Odds (1922)
- The Mystery of Dr. Fu Manchu (1923)
- The Flying Fifty-Five (1924)
- The Moon Diamond (1926)
- The Locked Door (1927)
- Over the Sticks (1929)